# Snowdon (métro de Montréal)
Pour les articles homonymes, voir Snowdon.
Snowdon est une station de correspondance des lignes orange et bleue dont elle est le terminus ouest, du métro de Montréal. Elle est située dans le quartier Snowdon de l'arrondissement Côte-des-Neiges–Notre-Dame-de-Grâce de Montréal, province de Québec au Canada.

## Situation sur le réseau

Plan du métro en 2021

Établie en souterrain, Snowdon est une station de correspondance entre, la ligne orange, la ligne bleue du métro de Montréal. Elle dispose de deux sous-stations :
Snowdon orange, est une station souterraine de passage de la Ligne orange du métro de Montréal, établie entre la station Côte-Sainte-Catherine, en direction du terminus Côte-Vertu, et la station Villa-Maria, en direction du terminus Montmorency.
Snowdon bleue, est la station souterraine terminus sud de la Ligne bleue du métro de Montréal, établie avant la station Côte-des-Neiges, en direction du terminus nord Saint-Michel.

## Histoire
La station Snowdon est mise en service le 7 septembre 1981, lors de l'ouverture à l'exploitation du prolongement de la ligne orange du métro de Montréal de Place Saint-Henri au nouveau terminus Snowdon. Elle devient une station de passage le 4 janvier 1982, lors de l'ouverture du prolongement suivant jusqu'à Côte-Sainte-Catherine. Elle est nommée en fonction du quartier éponyme qui a été nommé en hommage à un ancien propriétaire du lieu qui était une station de correspondance des tramways.
Elle devient une station de correspondance, lors de la mise en service, le 4 janvier 1988, du prolongement de la ligne bleue de Parc au nouveau terminus Snowdon.
La station à brièvement été renommée de Snowdon entre mai et novembre 2014, avant que la Société de transport de Montréal ne revienne sur sa décision,.

## Services aux voyageurs

### Accès et accueil
La station dispose d'un unique accès dans un immeuble de quatre étages situé au 5111, chemin Queen-Mary. Les étages sont utilisés comme bureaux par la Stm.
Cet édicule comporte deux sorties: Une vers la rue Queen-Mary et une vers la rue Westbury. Il contient aussi un ascenseur pour les personnes à mobilité réduite vers la mezzanine. Une station de BIXI, un système de vélo en libre-service se trouve à proximité.

Installations
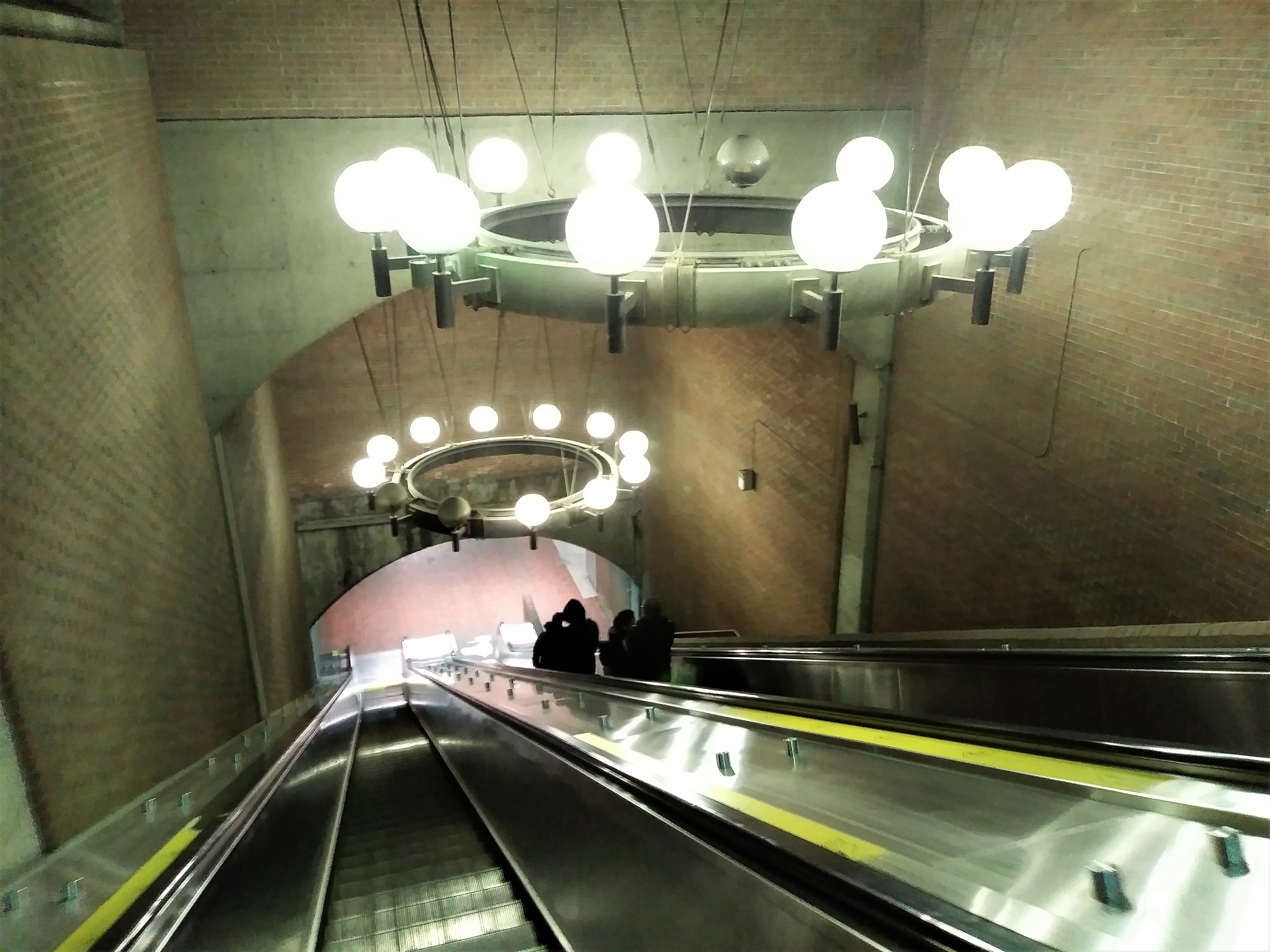
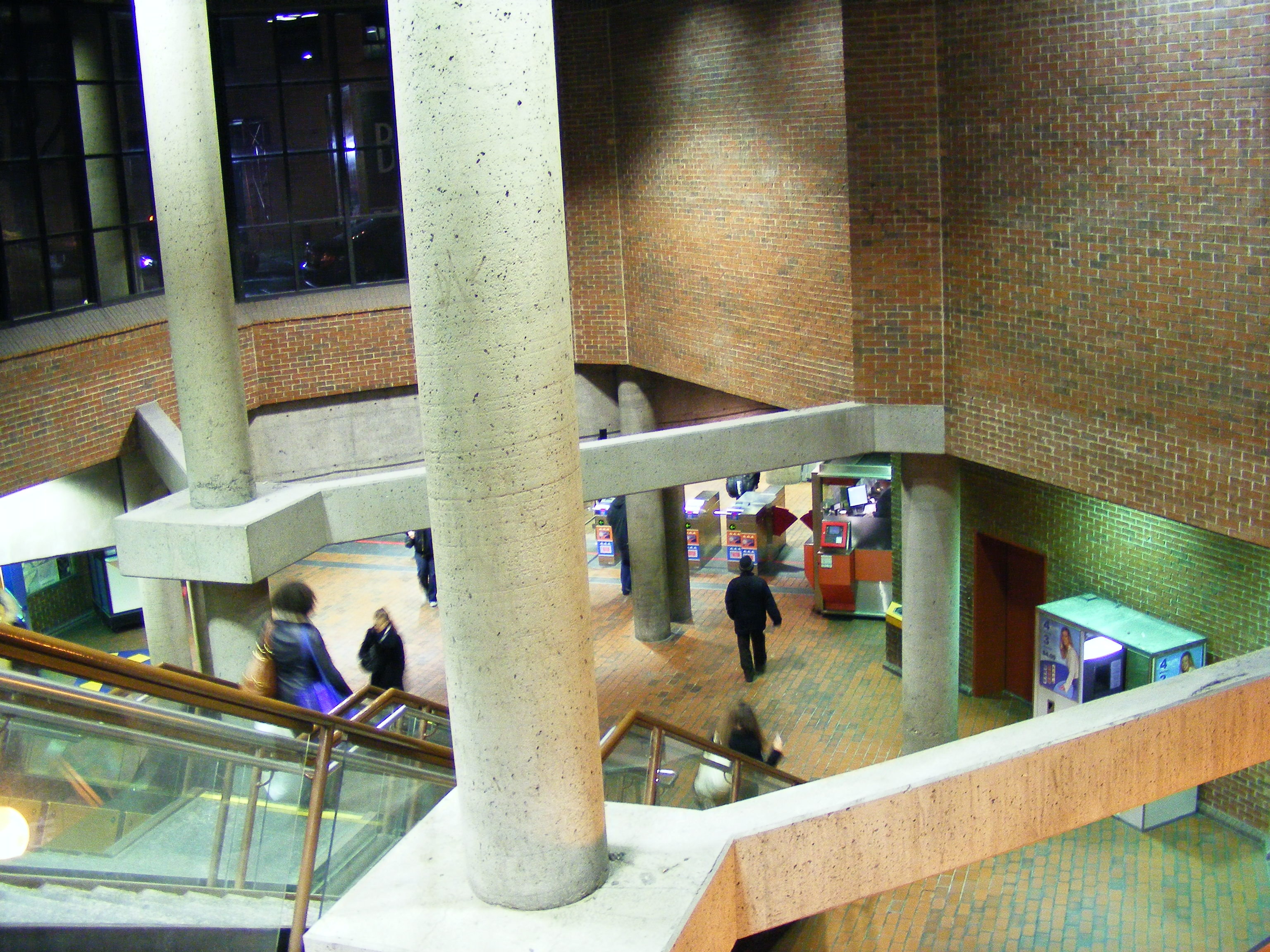

### Ligne de bus
| Numéros | Noms                        | Service |
| ------- | --------------------------- | ------- |
| 17      | Décarie                     | De Jour |
| 51      | Édouard-Montpetit           | De Jour |
| 124     | Victoria                    | De Jour |
| 166     | Queen-Mary                  | De Jour |
| 371     | Décarie                     | De Nuit |
| 711     | Parc-du-Mont-Royal/Oratoire | De Jour |

## À proximité
- Mairie de l'arrondissement Côte-des-Neiges–Notre-Dame-de-Grâce
- Collège international Marie-de-France